# Copa del Generalísimo 1940
Die Copa del Generalísimo 1940 war die 36. Austragung des spanischen Fußballpokalwettbewerbes, der heute unter dem Namen Copa del Rey stattfindet.
Der Wettbewerb startete am 12. Mai und endete mit dem Finale am 30. Juni 1940 im Campo de Vallecas in Madrid. Titelverteidiger des Pokalwettbewerbes war der FC Sevilla. Den Titel gewann CD Español durch einen 3:2-Erfolg nach Verlängerung im Finale gegen den Madrid FC.

## Vorrunde
Die Hinspiele wurden am 12. Mai, die Rückspiele am 19. Mai 1940 ausgetragen.
|                         | Gesamt |                       | Hinspiel | Rückspiel |
| ----------------------- | ------ | --------------------- | -------- | --------- |
| AD Ferroviaria          | 3:6    | Deportivo La Coruña   | 1:1      | 2:5       |
| Unión Sportiva Ovetense | 3:9    | Celta Vigo            | 2:2      | 1:7       |
| Unión Montañesa         | 01:10  | Sporting Gijón        | 0:6      | 1:4       |
| Erandio FC              | 1:3    | Racing Santander      | 1:1      | 0:2       |
| Real Sociedad           | 3:0    | Racing Langreano      | 3:0      | 0:0       |
| CD Alavés               | 00:10  | Athletic Bilbao       | 0:6      | 0:4       |
| Baracaldo FC            | 0:7    | Saragossa FC          | 0:4      | 0:3       |
| FC Girona               | 4:4    | CA Osasuna            | 1:2      | 3:2       |
| Athletic Palma          | 2:9    | FC Barcelona          | 2:2      | 0:7       |
| FC Valencia             | 11:30  | CD San Andrés         | 8:2      | 3:1       |
| CD Español              | 10:20  | UD Levante Gimnástico | 6:2      | 4:0       |
| CD Malacitano           | 2:3    | Hércules Alicante     | 2:1      | 0:2       |
| Murcia FC               | 0:6    | Madrid FC             | 0:4      | 0:2       |
| Ceuta Sport             | 1:5    | Betis Sevilla         | 0:1      | 1:4       |
| FC Sevilla              | 6:2    | CD Teneriffa          | 6:1      | 0:1       |

- Athletic Aviación erhielt ein Freilos.

### Entscheidungsspiele
Das Spiel wurde am 21. Mai in Saragossa ausgetragen.
|           | Ergebnis |            |
| --------- | -------- | ---------- |
| FC Girona | 0:2      | CA Osasuna |

## Achtelfinale
Die Hinspiele wurden am 23. Mai, die Rückspiele am 26. Mai 1940 ausgetragen.
|                   | Gesamt |                     | Hinspiel | Rückspiel |
| ----------------- | ------ | ------------------- | -------- | --------- |
| FC Barcelona      | 5:0    | Deportivo La Coruña | 4:0      | 1:0       |
| Athletic Aviación | 2:2    | Saragossa FC        | 0:0      | 2:2       |
| CA Osasuna        | 2:7    | Madrid FC           | 1:4      | 1:3       |
| Hércules Alicante | 5:2    | Athletic Bilbao     | 5:2      | 0:0       |
| Racing Santander  | 4:1    | Sporting Gijón      | 3:0      | 1:1       |
| Celta Vigo        | 3:8    | CD Español          | 1:3      | 2:5       |
| FC Valencia       | 7:5    | Real Sociedad       | 3:1      | 4:4       |
| FC Sevilla        | 5:3    | Betis Sevilla       | 3:0      | 2:3       |

### Entscheidungsspiele
Das Spiel wurde am 28. Mai in Barcelona ausgetragen.
|                   | Ergebnis |              |
| ----------------- | -------- | ------------ |
| Athletic Aviación | 2:4      | Saragossa FC |

## Viertelfinale
Die Hinspiele wurden am 2. Juni, die Rückspiele am 9. Juni 1940 ausgetragen.
|                   | Gesamt |                  | Hinspiel | Rückspiel |
| ----------------- | ------ | ---------------- | -------- | --------- |
| FC Barcelona      | 1:3    | CD Español       | 0:2      | 1:1       |
| Madrid FC         | 5:1    | Racing Santander | 3:1      | 2:0       |
| Hércules Alicante | 4:5    | FC Valencia      | 2:1      | 2:4       |
| FC Sevilla        | 3:4    | Saragossa FC     | 1:0      | 2:4       |

## Halbfinale
Die Hinspiele wurden am 11. Juni, die Rückspiele am 18. Juni 1940 ausgetragen.
|            | Gesamt |              | Hinspiel | Rückspiel |
| ---------- | ------ | ------------ | -------- | --------- |
| CD Español | 5:2    | FC Valencia  | 3:1      | 2:1       |
| Madrid FC  | 2:1    | Saragossa FC | 1:0      | 1:1       |

## Finale
| CD Español                                  | CD Español | Madrid FC | Madrid FC |
| ------------------------------------------- | --- | --- | --------- |
| CD Español                                  | \| 30. Juni 1940 in Madrid (Campo de Vallecas) \| \| Ergebnis: 3:2 n. V. (2:2, 1:1) \| \| Zuschauer: 20.000 \| \| Schiedsrichter: Julio Ostalé \|                                                | \| 30. Juni 1940 in Madrid (Campo de Vallecas) \| \| Ergebnis: 3:2 n. V. (2:2, 1:1) \| \| Zuschauer: 20.000 \| \| Schiedsrichter: Julio Ostalé \|                                       | Madrid FC |
| CD Español                                  | José Trías – Ricardo Teruel, Moreno – Jaime Arasa, Isidro Rovira, Félix Llimós – Felipe Ara, Gabriel Jorge, Vicente Martínez Catalá, Julio Gonzalvo, Francisco Mas Cheftrainer: Patricio Caicedo | Enrique Esquiva – José Mardones, Jacinto Quincoces – Villita, Antonio Bonet, Juan Antonio Ipiña – Luis Marín, Chus Alonso, Manuel Alday, Simón Lecue, Emilín Cheftrainer: Francisco Bru | Madrid FC |
| CD Español                                  | 1:1 Gabriel Jorge (30.) 2:1 Gabriel Jorge (86.) 3:2 Francisco Mas (110.) | 0:1 Chus Alonso (5.) 2:2 Manuel Alday (89.) | Madrid FC |
| 30. Juni 1940 in Madrid (Campo de Vallecas) | | |           |
| Ergebnis: 3:2 n. V. (2:2, 1:1)              | | |           |
| Zuschauer: 20.000                           | | |           |
| Schiedsrichter: Julio Ostalé                | | |           |